# COROT-9b
COROT-9b là một ngoại hành tinh quay quanh ngôi sao COROT-9 trong chòm sao Cự Xà, cách hệ Mặt Trời chừng 1.500 năm ánh sáng. Khoảng cách gần nhất của COROT-9b đối với ngôi sao chủ của nó là khoảng 0,36 AU, chu kỳ quỹ đạo 95 ngày. Thời gian quá cảnh của nó kéo dài khoảng 8h. Khí quyển của nó có thể bị khóa thành một trong hai trạng thái: trạng thái không có mây với nhiệt độ từ 380 K (107 °C; 224 °F) đến 430 K (157 °C; 314 °F) hoặc bị che phủ trong mây nước với một nhiệt độ trong khoảng 250 K (−23 °C; −10 °F) đến 290 K (17 °C; 62 °F).

## Phát hiện
COROT-9b được phát hiện bằng các quan sát kết hợp từ vệ tinh CoRoT. Sự có mặt của nó đã được khẳng định qua các quan sát từ một số kính thiên văn từ ESO. Phát hiện này đã được công bố năm 2010 vào Ngày thánh Patrick, sau 145 ngày kể từ những quan sát liên tục vào mùa hè năm 2008.

## Khối lượng và kích thước
COROT-9b có khối lượng bằng 0,84 lần Sao Mộc (MJ) được xác định từ quang phổ học HARPS và có bán kính 1,05 lần Sao Mộc (RJ) được xác định từ đo trắc quang đường cong ánh sáng khi quá cảnh. Điều này ngụ ý rằng hành tinh này có mật độ 96% là nước, và hấp dẫn bề mặt gấp 1,93 lần Trái Đất. Việc tìm kiếm hệ thống vành đai và vệ tinh xung quanh hành tinh này bằng Kính viễn vọng Không gian Spitzer cho kết quả là không có.

## Bầu khí quyển và cấu tạo bên trong
Do COROT-9b là ngoại hành tinh khổng lồ mát đầu tiên được tìm thấy bằng phương pháp quá cảnh nên các nhà thiên văn học đã có thể lần đầu tiên nghiên cứu khí quyển của một hành tinh khổng lồ mát, kiểm tra thành phần của mây, thành phần của khí quyển, sự phân bố nhiệt độ và thậm chí một số chi tiết của cấu tạo bên trong hành tinh. Bầu khí quyển của hành tinh này được cho là chủ yếu chứa hydro và heli (như Sao Mộc và Sao Thổ), với tới 20 khối lượng Trái Đát là các nguyên tố khác, bao gồm nước, cũng như đá ở nhiệt độ và áp suất cao. Các tác giả của bài báo phát hiện COROT-9b đề cập đến hành tinh này là một hành tinh có khí quyển loại II ("mây nước") hoặc loại III ("quang mây"), được mô tả trong phân loại ngoại hành tinh Sudarsky.